# Walther PPK
La Walther PPK (del alemán Polizeipistole Kriminalmodel, ‘pistola policial modelo detective’) es una variante más corta de la serie de pistolas semiautomáticas PP, del fabricante alemán Carl Walther GmbH Sportwaffen. La PPK, también conocida como PP Compacta, fue introducida en 1931.

## Historia
Los modelos PP y PPK fueron muy populares entre las Fuerzas Armadas de Europa y la sociedad civil. Ambos modelos ganaron notoriedad por su diseño, facilidad de llevar y esconder, y su excelente mecanismo de acción.
Es conocida por ser el arma empleada por Adolf Hitler para suicidarse. También ganó mucha notoriedad en el cine por ser el arma utilizada por el agente secreto James Bond 007, personaje creado por Ian Fleming.

## Características técnicas
La Walther PP (y su "hermana pequeña" la PPK) fue la primera pistola semiautomática que podía llevarse con un cartucho en la recámara sin peligro de disparo accidental por golpes o caídas.

## La Walther PPK y James Bond
James Bond confió en la PPK en sus 17 primeras misiones hasta El mañana nunca muere (y volvió a usarla en Quantum of Solace), y para misiones en las que requiere de un trabajo más sutil le acopla un silenciador al cañón de su PPK.
El agente 007 utiliza esta compacta y elegante pistola alemana que, después del servicio militar prestado en la Segunda Guerra Mundial, fue exportada a todo el mundo y se convirtió, gracias a su asociación con 007, en un icono al igual que su Martini con vodka y el Aston Martin.
Los creadores de la saga de James Bond actualizaron así mismo su armamento, reemplazando su famosa PPK, por la Walther P99.